# 全日本学生フォーミュラ大会

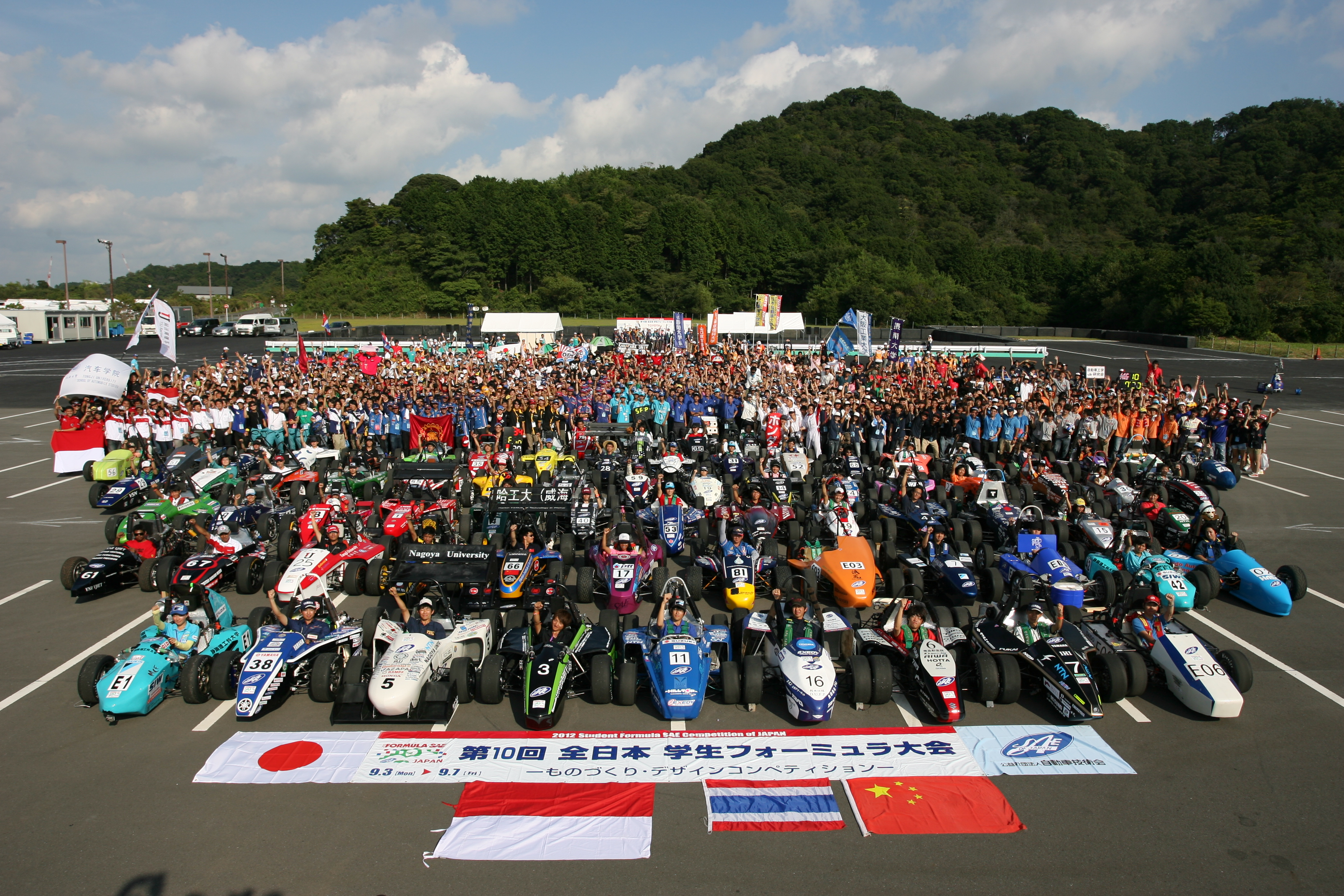
第10回大会 集合写真

全日本学生フォーミュラ大会（ぜんにほんがくせいフォーミュラたいかい、英語: Student Formula SAE Competition of Japan）は、2003年に発足した、社団法人自動車技術会の主催による、学生の自作によるフォーミュラースタイルのレーシングカーの競技会。2019年より、「全日本」の枕詞を廃し、「学生フォーミュラ日本大会 (英語: Formula SAE Japan)」(末尾西暦は年次更新)と改名した。

## 概要
1981年に米国で始まったフォーミュラSAE、および世界各地で開催されている同趣旨の大会に倣い、日本の学生にものづくりの機会を与える目的で2003年に発足された競技大会である。大学や高専、自動車大学校などの学生チームが自作の車輛で、タイムアタック競技や設計審査等で競う。2011年には9回目の開催を迎え、エントリーチームは80を超える。社団法人自動車技術会が主催団体。トヨタ自動車、日産自動車、本田技研工業を始め、国内外の自動車関連企業がスポンサードや運営協力を行っている。
車輛は、オープンコクピット・オープンホイールのいわゆるフォーミュラカーのスタイルで、710 cc以下の4サイクルエンジンという制限や安全性に関わる設計規定が定められているが、大会の趣旨どおり設計の自由度は大きめであり、競技車輛にはユニークな機構の採用なども見られる。日本大会ではスチールスペースフレームで製作されたシャシーにスポーツバイク用の600 ccエンジンを搭載し、レース用のスリックタイヤを履くマシンが多く見られるが、単気筒エンジンを搭載するマシンやアルミハニカムモノコック、カーボンモノコックを採用するマシンも見られる。
学生のものづくりを総合的に競うという目的から、競争は完成車による走行競技（#動的審査を参照）の結果だけではなく、設計やコストに関する審査やプレゼンテーションの優劣などをそれぞれポイント化し、最終的にそのポイントの合計で競うという形態をとっている。一斉スタートからの前着・後着によるいわゆる「レース」（競走）スタイルの競技は無く、ドライバーについてもレーサーではなくテストドライバーを想定している。
第1回および第3回大会は富士スピードウェイ、第2回大会はツインリンクもてぎ、第4回大会から第21回大会(新型コロナウイルスによって中止となった第18,19回大会を除く)は小笠山総合運動公園（エコパ）で開催され、第22回大会から愛知SkyExpo(愛知国際展示場)で開催されている。

## 審査
大会で行われる競技は車検(Tech inspection)、静的審査(Static events)、動的審査(Dynamic events)に大別され、静的審査と動的審査の成績に応じて得点が分配される。なお、動的審査に出走するためには車検を通過する必要がある。

### 車検
車両の安全・設計要件の適合
レギュレーションを基に、安全性やフレームなどの作り方に問題がないかチェック。
ドライバーの5秒以内脱出
万が一事故を起こした場合、素早い脱出が求められる。その安全性チェックであり、ドライバーは5秒で脱出しなければならない。
ブレーキ試験
ブレーキの効き具合をチェック。
チェッカーが旗を振ったらスタート、そしてブレーキ。四輪がロックされることが合格要件。
騒音試験【ICVチームのみ】
排気音レベルが大きすぎないかをチェック。
所定の条件で排気音110dBC以下にしなければならない。
チルトテーブル試験
車体を45度傾け、ガソリン・オイルなどが漏れないかチェック。
また、60度の傾斜で横転をしないかをチェック。
レインテスト【EVチームのみ】
絶縁されているかをチェック。

### 静的審査

#### コスト
車両製造コストの詳細を記したコストレポート（事前提出）の精度および、実際の車両とレポートとの合致性を審査する。同時に2点の自動車関連部品の製造プロセスについて口頭発表および質疑応答を行う。最高得点は100点。

#### プレゼンテーション
アマチュアレーサー層を市場ターゲットとし、製作したマシンを自動車メーカーに売り込むという仮想シチュエーションのもと、マシンに関するプレゼンテーションを行う。最高得点は75点。

#### デザイン
事前提出したデザインレポートと当日の口頭議論により、審査員がマシン設計を評価する。評価上位チームはデザインファイナルに進出し、改めてマシン設計に関する発表を行い最終的な順位を審査される。最高得点は150点。

### 動的審査

#### アクセラレーション
75 mの直線コースでタイムを競う。各チーム2名のドライバーが2回ずつ、計4回アタックを行いベストタイムで順位を決する。最高得点は100点。パイロンタッチは回数に応じてタイム加算ペナルティが課せられる。

#### スキッドパッド
8の字コースを走行しタイムを競う。各チーム2名のドライバーが2回ずつ、計4回アタックを行いベストタイムで順位を決する。パイロンタッチには回数に応じてタイム加算ペナルティが課せられる。最高得点は75点。

#### オートクロス
1周約800 mの周回コースで1ラップのタイムを競う。各チーム2名のドライバーが2回ずつ、計4回アタックを行いベストタイムで順位を決する。コースアウトやパイロンタッチにはその回数に応じてタイム加算ペナルティが課せられる。最高得点は125点。

#### エンデュランス、燃費
オートクロスと同様の周回コースを約20 km連続走行し、タイムを競う。各チーム2名のドライバーが出走し、中間地点でドライバーチェンジを行う。ただし、ドライバーチェンジに要する時間はタイムに加算されない。コースアウトやパイロンタッチにはその回数に応じてタイム加算ペナルティが課せられる。
路面状態の良好な時間帯に上位チームが走行できるよう、オートクロスの順位を基に出走順が決定される。そのため、オートクロスに出走できなかったチームはエンデュランスにも出走できない。（現状では）複数のマシンがコース上を同時走行する。半周差で出走するのでラップタイムに大きな差がなければ追い越しは起きないが、追い越しが必要になった場合は（原則として）専用のパッシングゾーンにおいてマーシャルのブルーフラッグの指示のもと慎重に追い越しが行われる。
エンデュランス完走後、重量計測により消費した燃料量を測定し、算出された燃費に応じてエンデュランスとは別に得点が与えられる。エンデュランスの最高得点は275点。燃費の最高得点は100点。リタイアにより未完走となった場合はエンデュランス、燃費両競技ともに得点0となる。

## 海外との関係
運営母体が異なるため、アメリカ、イギリス、オーストラリアなど世界各国で開催されているフォーミュラSAEシリーズ(ワールドシリーズ)とは事実上独立した大会として位置づけられているが、レギュレーションにはフォーミュラSAEシリーズと同一のFormula SAE Ruleにローカルルールを加えたものを採用しており、2013年の大会からアジア唯一のワールドシリーズということで、日本大会に持ち込むマシンで海外大会に遠征するチームも少なくない。逆に、近年では中国やタイ、シンガポールなど海外チームの参加も増えており、「全日本」と冠していたが、実質的には国際大会となっている。国際色を重視し、2019年より「学生フォーミュラ日本大会」と改名された。

## 企業との関係
学生フォーミュラ活動にかかる資金や物資、技術の確保に際し、独自に対外交渉を行い様々な企業から各種支援をとりつけるチームが多く、協力企業や支援内容はチームによって様々である。
本田技研工業、ヤマハ発動機、スズキ、川崎重工業などによる各チームへのエンジン提供（貸与、安価売却も含む）や、トヨタ自動車の若手技術スタッフが製作したデモカーの大会会場における展示および合同試走会でのデモ走行、本田技研工業主催の各種勉強会、全国各地の大小サーキットによるテスト走行スペースの提供など、企業による支援は資金・物資提供に留まらず多岐にわたる。
また、大会会場は各企業からリクルートの場としても注目を集めており、毎年大会開催期間中は企業関係者が多数視察に訪れる。これは海外大会も同様であり、例えばシルバーストン・サーキットで行われるイギリス大会にはウィリアムズF1やフェラーリ等のF1チームからチーム首脳クラスのスタッフが視察に来ることもしばしばあるなど、リクルートの場としての注目度は日本大会のそれよりもむしろ高いといえる。イギリス大会参加チームの学生の中には、実際にF1チームに引き抜かれた者もいるという。
また、大会の審査員や計測、マーシャル、大会役員などを関係企業の人間が担当することも多く、それ以外に学生時代に大会に参加した経歴を持つ者がボランティアとして各運営パートの補佐に当たる例もある。
加えて、時には大会会場や合同試走会、各種勉強会にF1等各種レース関係者が訪れることもあり、技術審査員や指導者、役員として積極的に大会に関わる例もしばしばあるなど、日本大会についてもモータースポーツ界との繋がりが少なからず見受けられる。

## 大会結果
|                                 | 総合1位                    | 総合2位                | 総合3位                | 総合4位                | 総合5位                | 総合6位                |
| ------------------------------- | -------------------------- | ---------------------- | ---------------------- | ---------------------- | ---------------------- | ---------------------- |
| 第1回大会 (2003)                | 上智大学                   | 国士舘大学             | 東京大学               | 神奈川工科大学         | 宇都宮大学             | 金沢大学               |
| 第2回大会 (2004)                | テキサス大学アーリントン校 | 神奈川工科大学         | 国士舘大学             | 芝浦工業大学           | 宇都宮大学             | 金沢工業大学           |
| 第3回大会 (2005)                | 金沢大学                   | 神奈川工科大学         | 国士舘大学             | 芝浦工業大学           | 東京電機大学           | 日本大学               |
| 第4回大会 (2006)                | 上智大学                   | 名古屋大学             | ミシガン大学           | 東京電機大学           | 宇都宮大学             | 立命館大学             |
| 第5回大会 (2007)                | 上智大学                   | 国士舘大学             | 金沢大学               | 東京大学               | 芝浦工業大学           | 京都大学               |
| 第6回大会 (2008)                | 上智大学                   | 東京大学               | 金沢大学               | 横浜国立大学           | 神奈川工科大学         | 大阪大学               |
| 第7回大会 (2009)                | 東京大学                   | 上智大学               | 横浜国立大学           | 大阪大学               | 静岡大学               | 東京都市大学           |
| 第8回大会 (2010)                | 大阪大学                   | 上智大学               | 横浜国立大学           | 東京都市大学           | 東海大学               | 静岡大学               |
| 第9回大会 (2011)                | 上智大学                   | 横浜国立大学           | 大阪大学               | スインバン大学         | 宇都宮大学             | 名古屋大学             |
| 第10回大会 (2012)               | 京都工芸繊維大学           | 大阪大学               | 同志社大学             | 名古屋大学             | 茨城大学               | 名城大学               |
| 第11回大会 (2013)               | 京都大学                   | 大阪大学               | 同志社大学             | 名古屋大学             | 京都工芸繊維大学       | 横浜国立大学           |
| 第12回大会 (2014)               | 名古屋大学                 | 京都大学               | 同志社大学             | 豊橋技術科学大学       | 京都工芸繊維大学       | 東海大学               |
| 第13回大会 (2015)               | グラーツ工科大学           | 京都工芸繊維大学       | 名古屋工業大学         | 同志社大学             | 大阪大学               | 日本自動車大学校       |
| 第14回大会 (2016)               | 京都工芸繊維大学           | 横浜国立大学           | 名古屋工業大学         | U.A.S. Graz            | 名古屋大学             | 日本自動車大学校       |
| 第15回大会 (2017)               | 京都工芸繊維大学           | 芝浦工業大学           | 名古屋工業大学         | 名古屋大学EV           | 日本自動車大学校       | 横浜国立大学           |
| 第16回大会 (2018)               | 大阪大学                   | 京都工芸繊維大学       | 名古屋大学EV           | 同済大学               | U.A.S. Graz            | 名城大学               |
| 第17回大会 (2019)               | 名古屋工業大学             | 横浜国立大学           | 名古屋大学EV           | 同済大学               | 神戸大学               | 茨城大学               |
| 第18回大会 (2020)               | COVID-19により大会中止     | COVID-19により大会中止 | COVID-19により大会中止 | COVID-19により大会中止 | COVID-19により大会中止 | COVID-19により大会中止 |
| 第19回大会 (2021) ※現地開催なし | 神戸大学                   | 大阪大学               | 京都大学               | 名古屋工業大学         | 千葉大学               | 京都工芸繊維大学       |
| 第20回大会 (2022)               | 京都工芸繊維大学           | 京都大学               | 日本自動車大学校       | 千葉大学               | 日本工業大学           | 富山大学               |
| 第21回大会 (2023)               | 京都工芸繊維大学           | 日本自動車大学校       | 岐阜大学               | 工学院大学             | 名城大学               | 神戸大学               |
| 第22回大会 (2024)               | 京都工芸繊維大学           | 名古屋大学EV           | 神戸大学               | 日本自動車大学校       | 岐阜大学               | 日本工業大学           |

## 文献
- 山岸, 康一「学生フォーミュラ大会について」『国際交通安全学会誌』第44巻第1号、2019年、doi:10.24572/iatssreview.44.1_63、ISSN 2433-4537。
- 学生フォーミュラ「過去の大会結果」